# Сан-Паоло (коммуна)
Сан-Па́оло (итал. San Paolo) — коммуна в Италии, располагается в провинции Брешиа области Ломбардия.
Население составляет 4272 человека (2008 г.), плотность населения составляет 229 чел./км². Занимает площадь 19 км². Почтовый индекс — 25020. Телефонный код — 030.
Покровителем коммуны почитается святой апостол Павел, празднование 29 июня.

## Демография
Динамика населения:

## Администрация коммуны
- Официальный сайт: https://web.archive.org/web/20070928104320/http://www.comune.sanpaolo.bs.it/homepage.htm